# Euagrus atropurpureus
Euagrus atropurpureus är en spindelart som beskrevs av William Frederick Purcell 1903. Euagrus atropurpureus ingår i släktet Euagrus och familjen Dipluridae. Inga underarter finns listade i Catalogue of Life.